# Zhu Qinan
Zhu Qinan (chiń. upr. 朱启南; chiń. trad. 朱啟南; pinyin Zhū Qǐnán; ur. 15 listopada 1984 r. w Wenzhou) – chiński strzelec sportowy, mistrz i wicemistrz olimpijski, złoty i brązowy medalista mistrzostw świata.
Specjalizuje się w strzelaniu z karabinu pneumatycznego. Jest złotym medalistą igrzysk olimpijskich w 2004 roku i zdobywcą srebrnego medalu w 2008 roku.

## Igrzyska olimpijskie
| Igrzyska | Miejscowość    | Konkurencja                                 | Kwalifikacje | Kwalifikacje | Finał                  | Finał                  |
| Igrzyska | Miejscowość    | Konkurencja                                 | Wynik        | Pozycja      | Wynik                  | Pozycja                |
| -------- | -------------- | ------------------------------------------- | ------------ | ------------ | ---------------------- | ---------------------- |
| IO 2004  | Ateny          | Karabin pneumatyczny, 10 m                  | 599          | 1. Q         | 702,7                  | złoto                  |
| IO 2008  | Pekin          | Karabin pneumatyczny, 10 m                  | 597          | 2. Q         | 699,7                  | srebro                 |
| IO 2012  | Londyn         | Karabin pneumatyczny, 10 m                  | 595          | 10.          | Nie zakwalifikował się | Nie zakwalifikował się |
| IO 2012  | Londyn         | Karabin małokalibrowy, pozycja leżąca, 50 m | 590          | 34.          | Nie zakwalifikował się | Nie zakwalifikował się |
| IO 2012  | Londyn         | Karabin małokalibrowy, trzy pozycje, 50 m   | 1170         | 6. Q         | 1270,2                 | 5.                     |
| IO 2016  | Rio de Janeiro | Karabin małokalibrowy, trzy pozycje, 50 m   | 1176         | 4. Q         | 414,8                  | 6.                     |